# Лісне (Кропивницький район)
Лі́сне —  село в Україні, у Катеринівській сільській громаді Кропивницького району Кіровоградської області. Населення становить 207 осіб.
Біля села бере початок річка Осикувата.

## Населення
Згідно з переписом УРСР 1989 року чисельність наявного населення села становила 245 осіб, з яких 112 чоловіків та 133 жінки.
За переписом населення України 2001 року в селі мешкала 201 особа.

### Мова
Розподіл населення за рідною мовою за даними перепису 2001 року:
| Мова       | Відсоток |
| ---------- | -------- |
| українська | 94,20 %  |
| російська  | 5,80 %   |